# 郎党
郎党（ろうとう、ろうどう）は、中世日本の武士社会における主家の一族や従者。郎等とも。
平安時代中期に承平天慶勲功者やその子孫の中から登場した武士階層は、田堵負名、すなわち田地経営者としての側面も持っていた。武士たちは在地にあって田地経営を行いながら武芸の鍛錬に励み、国衙から軍事動員が課せられたときは軍事活動に参加した。こうして彼らは国衙から「国内武士」としての認知を受け、それによって武士身分を獲得していた。（→国衙軍制）
上記のような在地武士たちは、戦力を一定以上確保するために、自らに従う者を「郎党」と呼んで主従関係を結んだ。郎党は、武士と同身分であるとは言い切れないものの、在地武士と同様に騎乗する権利を持ち、戦闘に参加する義務を負っていた。郎党の出自を見ると、下人・所従から郎党になった者もいれば、百姓身分の者が在地武士と主従関係を持って郎党となった者もいた。
郎党と同様、武士に従いながら戦闘に参加したのが「家の子」（子弟）である。家の子と郎党の差異は、家の子が武士の一族・子弟であり、血縁関係を有していたのに対し、郎党はそうでなかったという点にある。
武士間で主従関係を結んで、ある武士が別の武士の郎党となることもあった。11世紀ごろに武家の棟梁と呼ぶべき指導的な武士（例えば源頼信など）が登場すると、多数の武士が棟梁と主従関係を結んで、棟梁の郎党となっている。